# Seracco

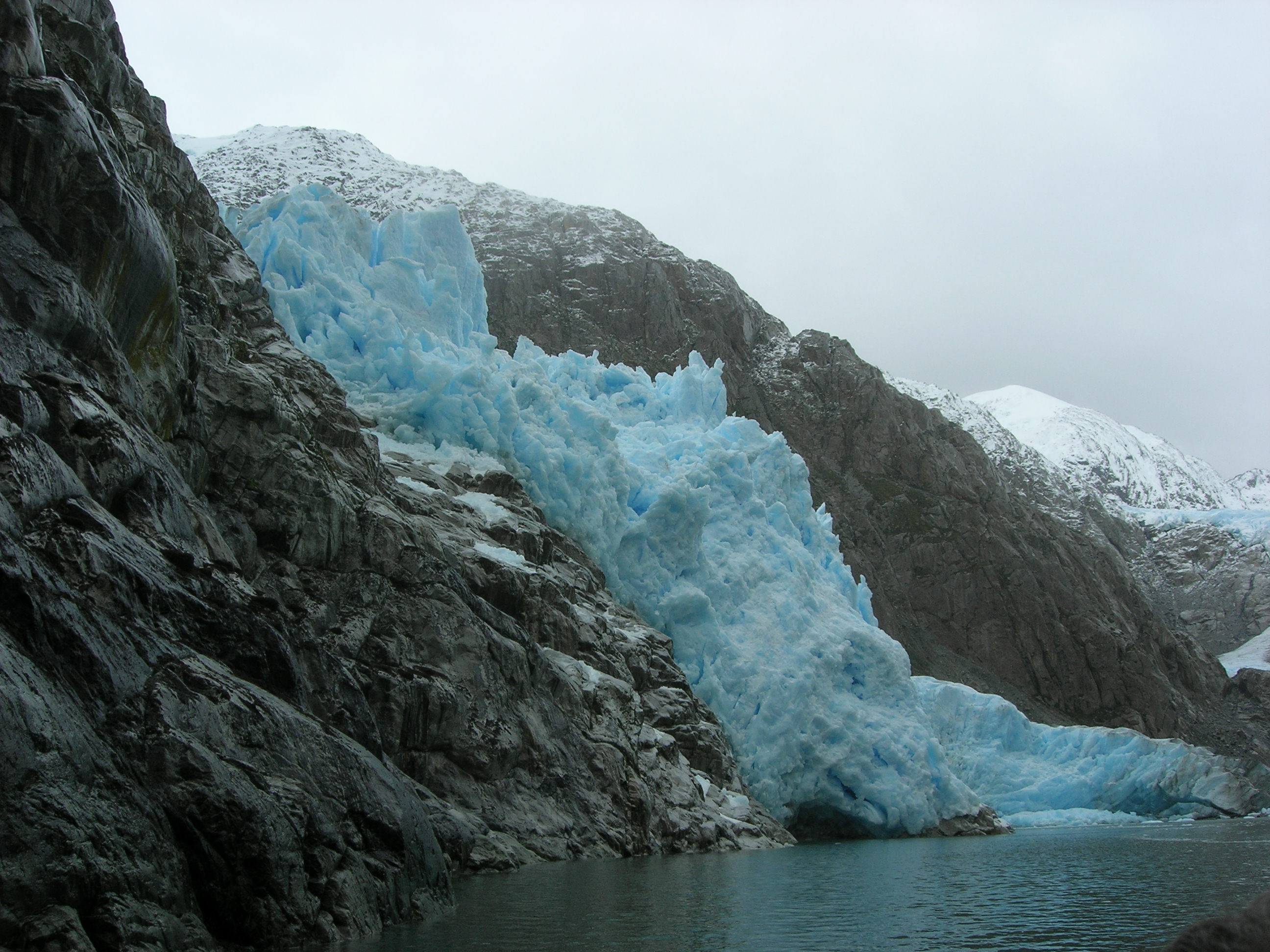
Il ghiacciaio Piloto in Cile supera una brusca rottura di pendio formando una seraccata

Un seracco è una formazione tipica di un ghiacciaio, a forma di torre o di pinnacolo, derivante dall'apertura di crepacci.

## Descrizione

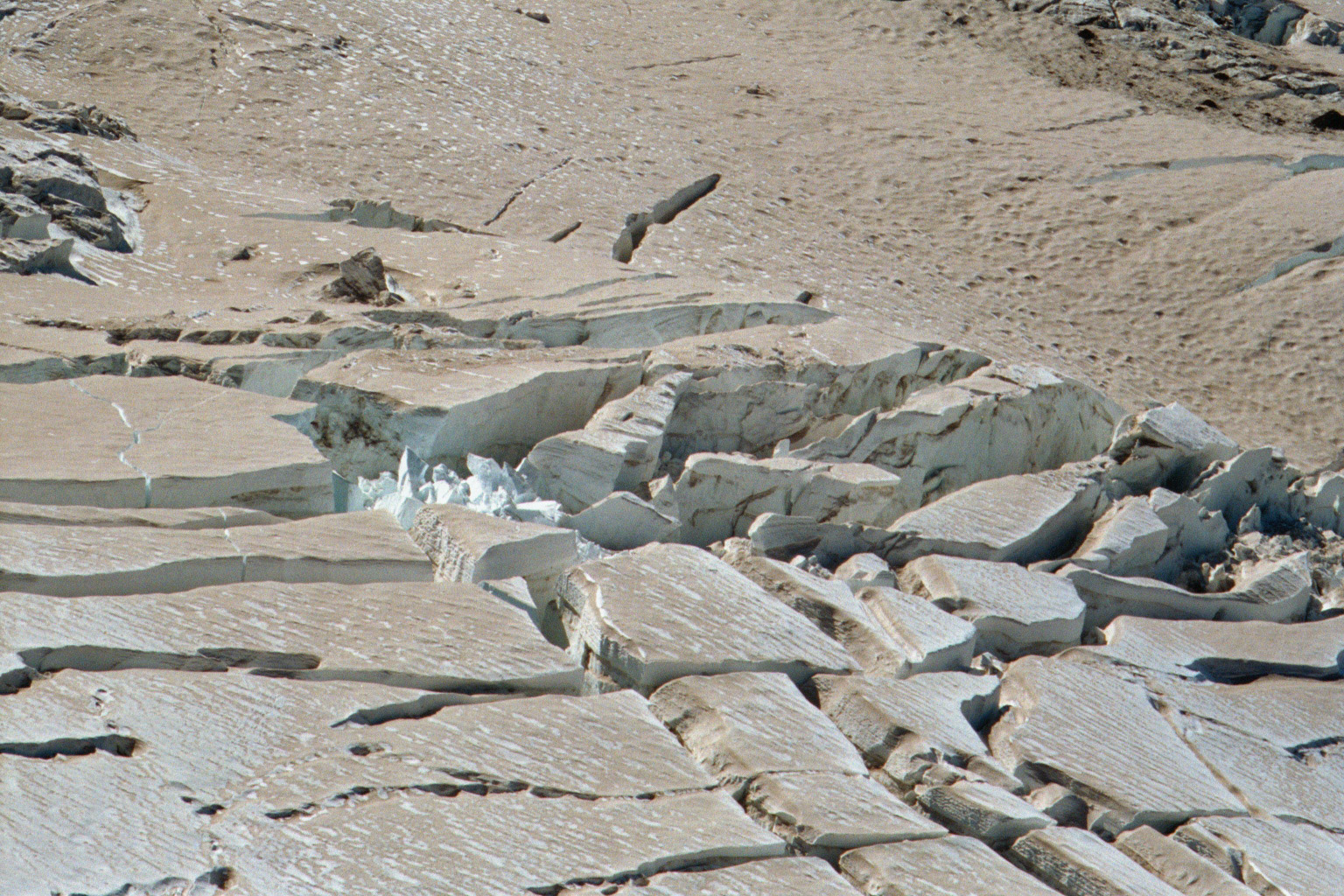
Seracchi di neve a 3 300 m s.l.m., Ghiacciaio Winthrop (Monte Rainier, Catena delle Cascate)

Un seracco è un blocco di ghiaccio di grande taglia formato per fratturazione di un corpo glaciale, che avviene quando si supera il limite di plasticità del ghiaccio. Questa fratturazione è legata a una rottura di pendio del substrato roccioso, o nel caso dei ghiacciai sospesi, dalla presenza di una parete rocciosa. 
Di solito sono costituiti da strutture a forma di torre o pinnacolo e possono essere di dimensioni variabili da pochi metri a centinaia di metri nei ghiacciai di maggiori dimensioni.
Il termine seracco deriva da serai, parola romancia a sua volta proveniente dal latino serum, che ha dato il nome a un latticino svizzero. Nel senso di «blocco di ghiaccio», è stato utilizzato per la prima volta da Horace-Bénédict de Saussure, in virtù della somiglianza a questo prodotto caseario.

### Crollo di seracco
Per caduta di un seracco si intende il crollo improvviso di uno o più seracchi, molto pericolosa per gli alpinisti o per i centri abitati a valle del ghiacciaio. I blocchi di ghiaccio si frantumano e una parte del ghiaccio può fondere, e si possono generare colate detritiche. 
Al contrario delle valanghe, i crolli di seracco sono più difficilmente prevedibili, in quanto non dipendono dalle condizioni meteorologiche e del manto nevoso, ma dai meccanismi che regolano il movimento del ghiacciaio e lo stato di equilibrio del seracco e di conseguenza possono avvenire in qualsiasi momento, anche di notte, senza che la temperatura si alzi rendendo instabile la neve.

### Esempi
Esempi notevoli di seraccate che costituiscono problemi alpinistici noti sono presenti sulle montagne più alte, compreso il K2 al Collo di Bottiglia e sul Kanchenjunga in Himalaya. Sulle Alpi, seracchi noti sono presenti sulla parete nord-est del Piz Roseg, sulla nord della Dent d'Hérens e del Lyskamm.

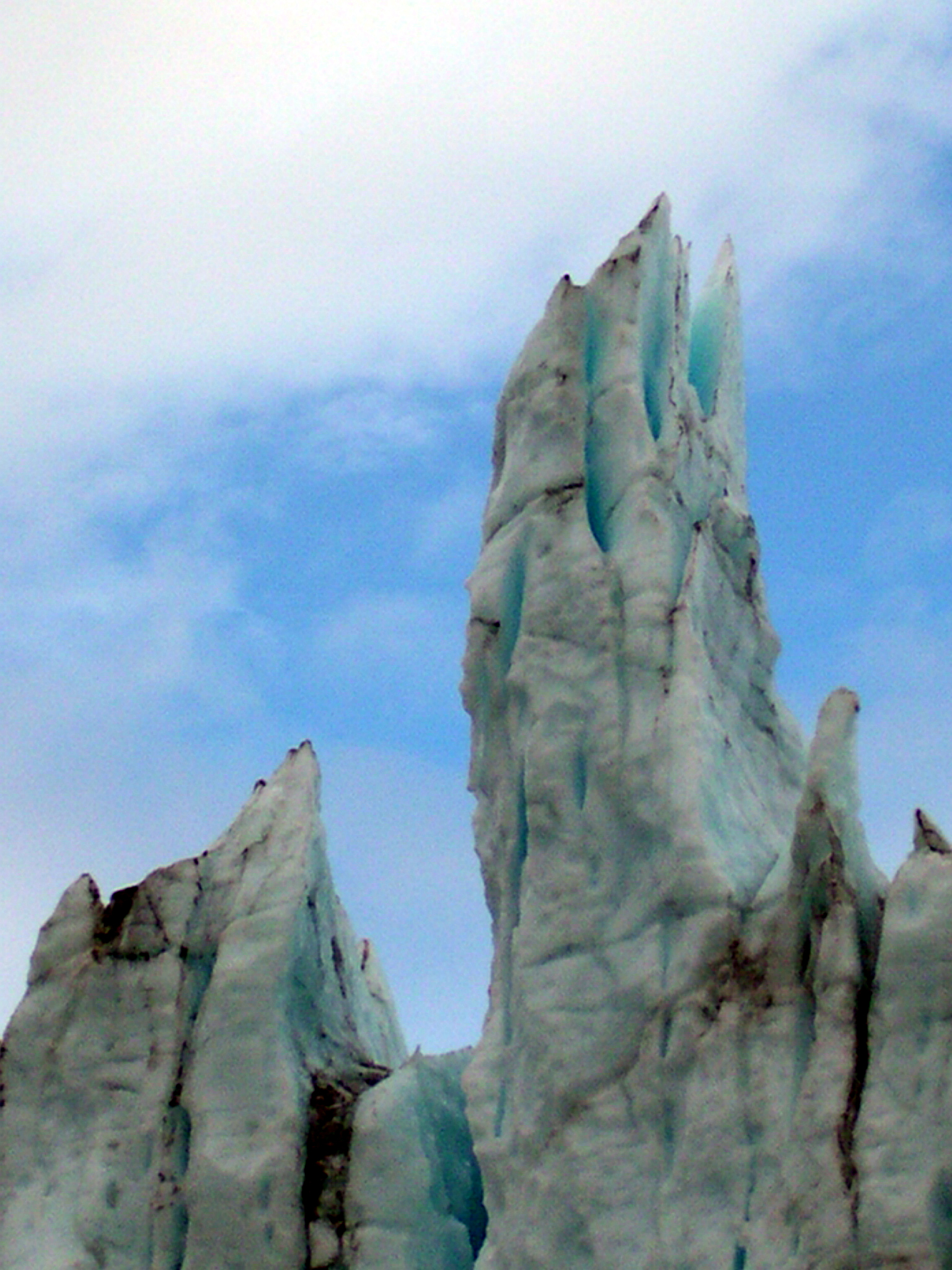
Seracchi dalla forma bizzarra sul ghiacciaio Russell in Groenlandia